# Луаншия Греер
Луаншия Греер (на английски: Luanshya Greer) е британска актриса, сценаристка и писателка на произведения в жанра любовен роман.

## Биография и творчество
Луаншия Греер, с рождено име Памела Греер, е родена в Замбия. Живее няколко години в Кейптаун, след което продължава образованието си в Англия.
След дипломирането си в периода 1960-1969 г. работи като актриса. През 1966 г. приема името Луаншия по името на област в Замбия. През 1970 г. започва да пише истории и сценарии за театъра и телевизията. В края на 80-те започва да пише романи.
Първият ѝ роман, „Добра надежда“, е публикуван през 1988 г., а продължението на историята през 1993 г. Третира расовите проблеми в Африка.
Омъжена е за актьора Джон Карсън до смъртта му през 2016 г.
Луаншия Греер живее във Великобритания.

## Произведения

### Самостоятелни романи
- Reap the Whirlwind (1988) – издадена и като „Bonne Espérance“
Добра надежда, изд. „Калпазанов“, Габрово (1993), прев. Румяна Костова, в 2 тома
- Shadows in the Wind (1993)
- Retour à Bonne-Espérance (1993)

### Сценарии
- 1970 Happy Ever After – ТВ сериал, 1 епизод
- 1972 Owen, M.D. – ТВ сериал, 2 епизода
- 1972-1973 Harriet's Back in Town – ТВ сериал, 4 епизода
- 1973 Love Story – ТВ сериал, 1 епизод
- 1974 Dixon of Dock Green – ТВ сериал, 1 епизод
- 1974 Thriller – ТВ сериал, 1 епизод
- 1978 Send in the Girls – ТВ сериал, 1 епизод
- 1978 Tycoon – ТВ сериал, 2 епизода
- 1979 Skeppsredaren – ТВ минисериал, 6 епизода
- 1981 The Walls of Jericho – ТВ минисериал, 2 епизода
- 1981 Triangle – ТВ сериал, 14 епизода
- 1986 The Summer House – ТВ филм
- 1988 Big Game
- 1990 Pas de deux – късометражен
- 1992 Coup de foudre – ТВ сериал, 1 епизод

## Филмография като актриса
- 1960 Our House – ТВ сериал
- 1960 The Dickie Henderson Show – ТВ сериал
- 1961 Harpers West One – ТВ сериал
- 1961 Deadline Midnight – ТВ сериал
- 1961 A Schoolboy's Hero – ТВ филм
- 1961 ITV Television Playhouse – ТВ сериал
- 1962 Candidate for Murder
- 1962 The Scales of Justice – ТВ сериал
- 1963 The Set Up
- 1962-1963 The Edgar Wallace Mystery Theatre – ТВ сериал
- 1963 No Hiding Place – ТВ сериал
- 1964 Taxi! – ТВ сериал
- 1965 The Likely Lads – ТВ сериал
- 1965 Riviera Police – ТВ сериал
- 1965 Blackmail – ТВ сериал
- 1965 Доктор Кой, Doctor Who – ТВ сериал
- 1966 Softly Softly – ТВ сериал
- 1967 Z Cars – ТВ сериал, 6 епизода
- 1967 They Came from Beyond Space
- 1967 Smashing Time
- 1968 Man in a Suitcase – ТВ сериал
- 1969 Armchair Theatre – ТВ сериал